# Gallscheider Gericht
Das Gallscheider Gericht (auch Galgenscheider Gericht oder (nach Schloss Schöneck) Herrschaft Schönecken) war ein Verwaltungs- und Gerichtsbezirk innerhalb des Oberamtes Boppard des Kurfürstentums Trier. Es hatte seinen Namen nach einem Flurstück bei Dörth östlich von Emmelshausen, auf dem vermutlich das Blutgericht zusammenkam.

## Zugehörende Ortschaften
Nach dem Trierer Feuerbuch von 1563 und späteren Aufzeichnungen gehörten zum Gallscheider Gericht die Orte:
(Fst. = Feuerstellen oder Haushalte; Ew. = Einwohner)
| Ort                            | 1563    | 1684    | 1787       | heute                                |
| ------------------------------ | ------- | ------- | ---------- | ------------------------------------ |
| Basselscheid                   | 6 Fst.  | 8 Fst.  | 72 Ew.     | Emmelshausen, Stadtteil Basselscheid |
| Beulich                        | 47 Fst. | 28 Fst. | 266 Ew.    | Beulich                              |
| Bickenbach                     | 21 Fst. | 16 Fst. | 169 Ew.    | Bickenbach                           |
| Buchholz                       | 16 Fst. | 18 Fst. | 194 Ew.    | Boppard, Ortsbezirk Buchholz         |
| Dieler                         | 3 Fst.  | 2 Fst.  | [ Anm. 1 ] | Ney, Ortsteil Dieler                 |
| Dörth                          | 5 Fst.  | 5 Fst.  | 107 Ew.    | Dörth                                |
| Halsenbach                     | 15 Fst. | 13 Fst. | 155 Ew.    | Halsenbach                           |
| Hausbay (Teil)                 | 7 Fst.  | 8 Fst.  | 28 Ew.     | Hausbay                              |
| Herschwiesen mit Burg Schöneck | 4 Fst.  | 7 Fst.  | 108 Ew.    | Boppard, Ortsbezirk Herschwiesen     |
| Hübingen                       | 4 Fst.  | 4 Fst.  | [ Anm. 2 ] | Boppard, Ortsbezirk Oppenhausen      |
| Kratzenburg                    | 11 Fst. | 9 Fst.  | 126 Ew.    | Kratzenburg                          |
| Lingerhahn                     | 18 Fst. | 12 Fst. | 180 Ew.    | Lingerhahn                           |
| Mermicherhof                   | 5 Fst.  | 3 Fst.  | [ Anm. 3 ] | Halsenbach, Ortsteil Mermicherhof    |
| Morshausen                     | 38 Fst. | 19 Fst. | 167 Ew.    | Morshausen                           |
| Ney                            | 10 Fst. | 12 Fst. | 102 Ew.    | Ney                                  |
| Oppenhausen                    | 13 Fst. | 9 Fst.  | 122 Ew.    | Boppard, Ortsbezirk Oppenhausen      |
| Rom                            |         | 6 Fst.  | 133 Ew.    | Burgen, Ortsteil Rom                 |
| Thörlingen                     | 6 Fst.  | 3 Fst.  | 84 Ew.     | Thörlingen                           |
| Udenhausen                     | 11 Fst. | 11 Fst. | 108 Ew.    | Boppard, Ortsbezirk Udenhausen       |
| Windhausen                     |         |         | [ Anm. 4 ] | Boppard, Ortsbezirk Herschwiesen     |

Anmerkungen zu den Einwohnerzahlen im Jahr 1787:
1. ↑  Dieler bei Ney enthalten
2. ↑  Hübingen bei Oppenhausen enthalten
3. ↑  Mermicherhof bei Halsenbach enthalten
4. ↑  Windhausen bei Herschwiesen enthalten

Das Feuerbuch von 1563 führt noch zum Gericht gehörende Orte mit einer Sonderstellung auf, die vermutlich mit einer früheren Reichszugehörigkeit in Verbindung zu bringen sind: „[…] im Gallenscheider hochgedings gelegen, und seint als sunderliches ingerichtt […] sonder frey und exemptt gehalten. Schwall (der Hof), Leiningen, Nairathe (Norath), Pfalzfeldtt, Ober- und Nidergunterßhusen, Liessenfeldtt und Mermonth, Erenberg, Schloß, Hof, Mühle, ein dall (Ortsteil v. Brodenbach (Ehrenburgertal?)), Norterßhusen, Rome (Ortsteil Burgen)“.

## Geographische Lage

Karte aus dem 17. Jahrhundert. Vermutlich zur bildlichen Aufzählung der Orte des Gerichts gezeichnet

Das Amt Gallscheider Gericht erstreckte sich von der Rhein-Mosel Wasserscheide auf dem Vorderhunsrück bis zur Mosel. Bis auf den Burgener Ortsteil Rom und einen Teil von Brodenbach an der Mosel, lagen die Orte vorwiegend auf den Hochflächen zwischen den Moselzuflüssen Ehr- und Baybach. Die Richtstätte befand sich, folgend alten Karten und modernen Messblättern, dort Gallscheid benannt, nahe einer fast 500 m ü. NN liegenden Anhöhe östlich von Emmelshausen. Das Amt war in die 4 Kirchspiele Beulich, Bickenbach, Halsenbach und Herschwiesen gegliedert.

## Geschichte
König Wilhelm von Holland verpfändete 1259 aus Reichsgut das Gericht und Vogtei Galginscheid an Konrad von Schöneck (Ersterwähnung). 1315 verpfändete König Ludwig der Bayer das Gericht an Erzbischof Balduin von Luxemburg. Gegen die Expansion und vermutlich auch die Auflagen des Kaiserslauterer Landfriedens des Trierer Bischofs, wehrten sich die Schönecker in der Eltzer Fehde erfolglos und mussten die Trierer Oberherrschaft 1354 anerkennen. Johann von Schöneck trug seine Herrschaft 1453 Kurtrier zu Lehen auf. 1508 starben die Schönecker im Mannesstamm aus. Das Amt wurde als nie eingelöste Reichspfandschaft dem Amt Boppard und damit dem Kurfürstentum Trier zugeordnet. Oberster Richter in Vertretung Triers wurde der Amtmann von Boppard. Der Gerichtsbezirk bestand als Gallscheider Gericht bis zur Franzosenzeit Ende des 18. Jahrhunderts.

## Verwaltungssitz

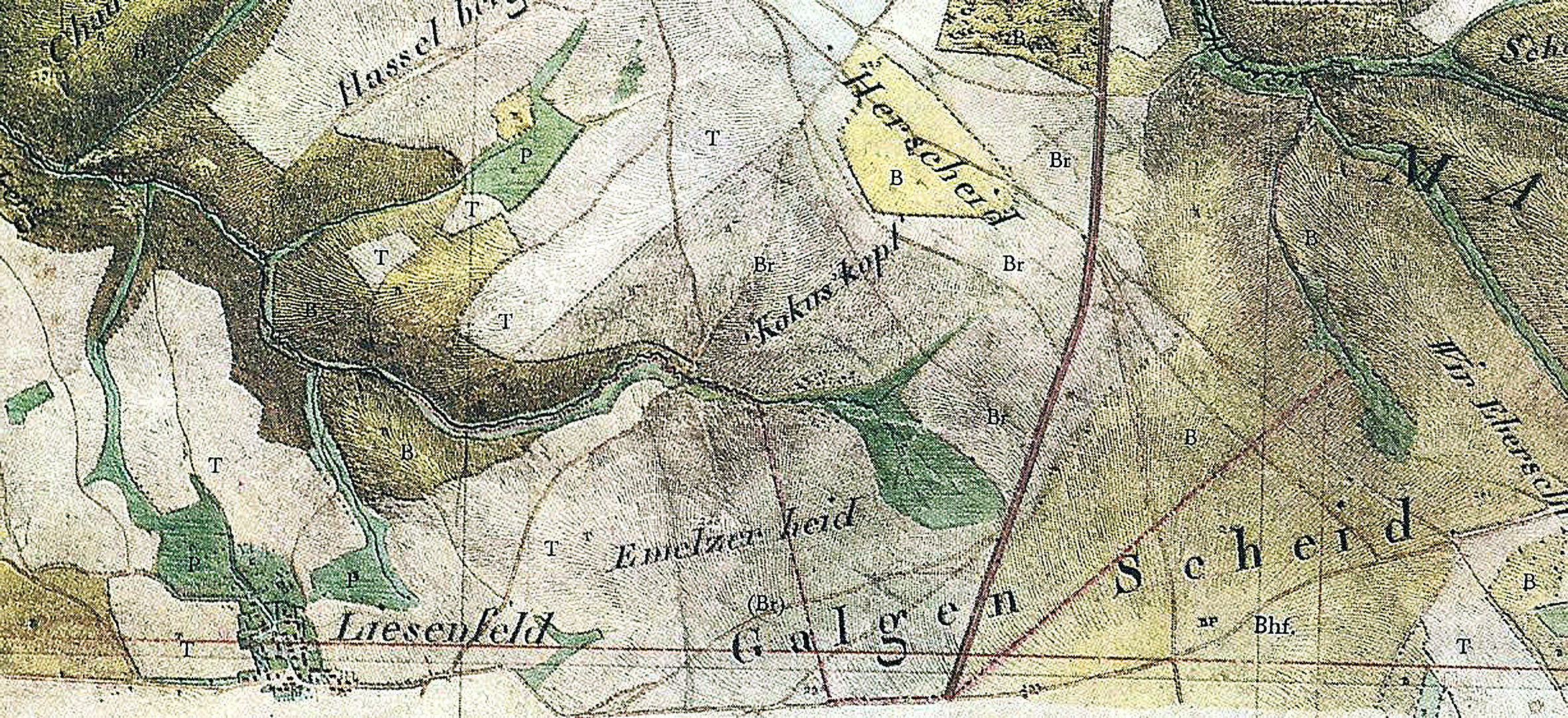
Karte vom Anfang des 19. Jahrhunderts. Erste geometrische Kartographie der Region. Ortsbezeichnungen des französischen Originals zum Teil nachträglich in hochdeutsch eingefügt. Die fast senkrechte rote Linie war die Route de Coblentz à Mayence, der die moderne Hunsrückhöhenstrasse (B 327) und die Bundesautobahn 61 streckenweise folgt.

Die Herren von Schöneck als Reichsvögte und später als Vertreter des Trierer Kurfürsten verwalteten den Gerichtsbezirk von Burg Schöneck aus. An anderer Stelle wird auch Halsenbach als Zentralort des Gerichts genannt. Gericht über einfache Strafsachen konnte auch in den Orten, von Schultheißen und Schöffen gehalten werden. Die Richtstätte für Hinrichtungen befand sich, folgend alten Karten und Gemarkungsnamen, auf einer Anhöhe östlich von Emmelshausen.

## Blutgericht
Die Blutgerichtsbarkeit wurde dann vom Scharfrichter des kurtrierischen Amtmanns von Wellmich ausgeübt, die Niedere Gerichtsbarkeit wie für Diebstahl, Zauberei und andere kriminelle Delikte behielten die Schönecks und ihre Nachfolger. Der Landvogt, der im Gerichtsbezirk wohnen musste, sollte den Täter ergreifen und der Burg zuführen. Der Gerichtsbezirk war allerdings größer als die Herrschaft und ging bis zur Mosel hin.
In einem um 500 m hoch gelegenen Waldstück im nördlichen Teil der Gemarkung von Dörth mit dem Flurnamen Gallscheid am Schnittpunkt zweier schon in prähistorischer Zeit existierender Fernstraßen lagen drei große sagenumwobene Grabhügel, die ein Bauer 1851 ausgrub und ein Fürstengrab aufdeckte. An diesem "heiligen" Ort muss das Gericht getagt und wohl auch bei Bedarf einen Galgen dort aufgestellt haben.